# Mariene ecoregio Tsjoektsjenzee
De Mariene ecoregio Tsjoektsjenzee (13) (Engels: Chukchi Sea marine ecoregion) is een biogeografische regio en ligt in de Noordelijke IJszee in het Marien rijk Arctica. De mariene ecoregio is vastgesteld door het World Wide Fund for Nature en The Nature Conservancy en is vernoemd naar de Tsjoektsjenzee.
In het oosten grenst het gebied aan de mariene ecoregio Beaufortzee - continentale kust en plat (12), in het zuiden aan de mariene ecoregio Oostelijke Beringzee (14) en in het westen aan de mariene ecoregio Oost-Siberische Zee (15).

## Geografie
De mariene ecoregio ligt in de Noordelijke IJszee voor de noordwestkust van Alaska in de Verenigde Staten en de noordoostkust van Rusland met de autonome okroeg Tsjoekotka. Het gebied ligt in de Tsjoektsjenzee tussen het eiland Wrangel en Point Barrow bij Utqiaġvik (Alaska) en tot aan de Beringstraat in het zuiden.
Door het gebied stromen de Beaufortgyre en de Beringstroom.

## Biogeografie
Het gebied kent zeeleven dat houdt van arctische temperaturen.